# Championnat du monde de Formule 1 1993
Navigation
1992 1994

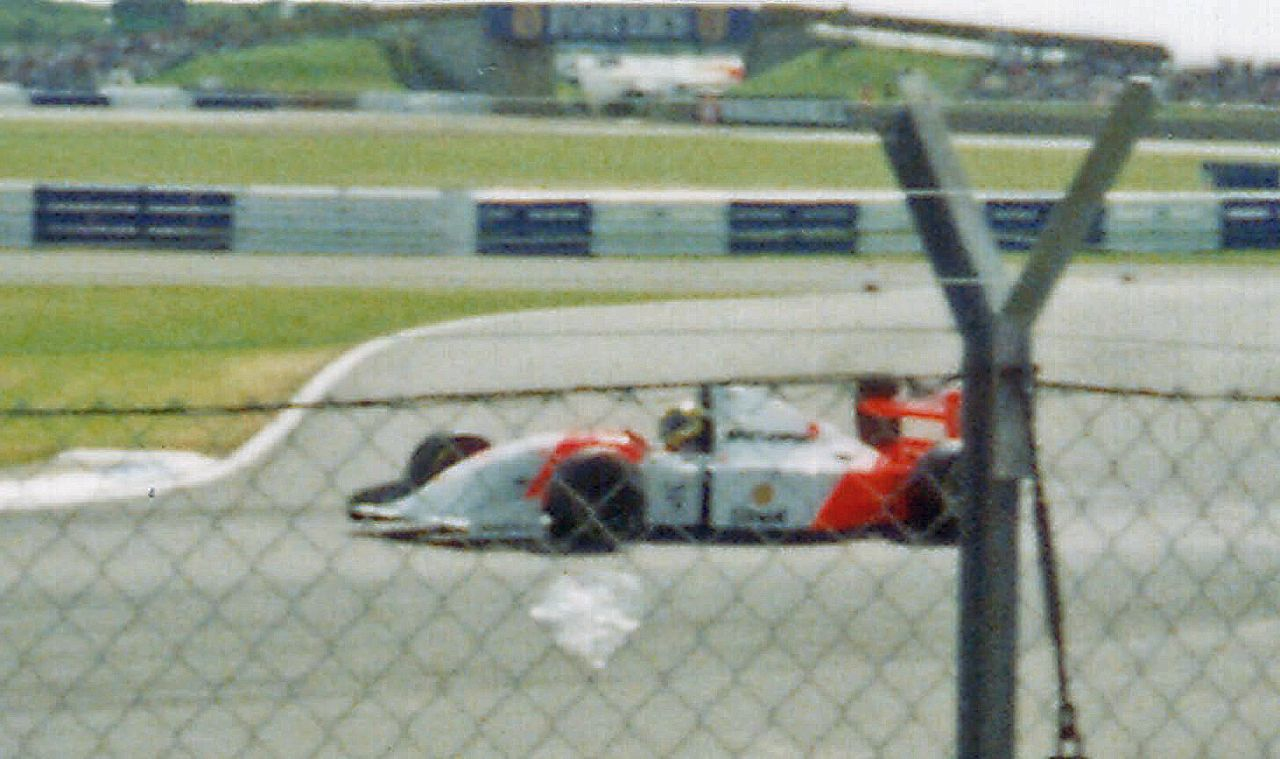
Senna à Silvestone en 1993.

Le championnat  du monde de Formule 1 1993 est remporté par le Français Alain Prost sur une Williams-Renault, pour la quatrième fois de sa carrière, après ceux remportés en 1985, 1986 et 1989. Williams remporte le championnat du monde des constructeurs.
À la suite d'une saison 1992 passée dans les cabines de commentateurs après son renvoi de Ferrari fin 1991, Alain Prost est de retour en championnat. Grâce à ses sept victoires au volant d'une Williams-Renault dominatrice, il remporte son quatrième et dernier titre de champion du monde et porte son record de victoires à cinquante-et-une. À bord d'une McLaren-Ford moins performante que les machines pilotées par Prost et Damon Hill, Ayrton Senna fait des prouesses tout au long de la saison, notamment à Donington lors d'un Grand Prix d'Europe arrosé, et à Monaco où il établit un record de six victoires. Il termine deuxième du championnat à 26 points de Prost. Hormis Prost, Hill et Senna, le seul autre vainqueur de la saison est Michael Schumacher, au Portugal sur Benetton-Ford.

## Repères

### Pilotes
Débuts en tant que pilote-titulaire : 
- Michael Andretti chez McLaren.
- Rubens Barrichello chez Jordan.
- Jean-Marc Gounon chez March.
- Luca Badoer chez Scuderia Italia.
- Pedro Lamy, chez Lotus, qui remplace Alessandro Zanardi, blessé, pour les quatre derniers Grands Prix de la saison.
- Marco Apicella, chez Jordan, en remplacement de Thierry Boutsen qui se retire de la Formule 1, pour le GP d'Italie.
- Eddie Irvine, chez Jordan, prend la place d'Emanuele Naspetti pour les deux derniers Grands Prix de la saison.
- Toshio Suzuki, chez Larrousse, remplace Philippe Alliot pour les deux derniers Grands Prix de la saison.

 Transferts : 
- Ukyo Katayama quitte Larrousse pour Tyrrell.
- Riccardo Patrese quitte Williams pour Benetton
- Alessandro Zanardi quitte Minardi pour Lotus.
- Erik Comas quitte Ligier pour Larrousse.
- Michele Alboreto quitte Footwork pour Scuderia Italia.
- Martin Brundle quitte Benetton pour Ligier.
- Mark Blundell quitte son poste de pilote de réserve chez McLaren pour Ligier.
- Gerhard Berger quitte McLaren pour Ferrari.
- JJ Lehto quitte Scuderia Italia pour Sauber.

 Retraits : 
- Olivier Grouillard (41 GP et 1 point entre 1989 et 1992).
- Eric van de Poele (5 GP en 1991 et 1992).
- Julian Bailey (7 GP et 1 point en 1988 et en 1991).
- Giovanna Amati (3 non-qualifications en 1992).
- Andrea Chiesa (3 GP en 1992).
- Stefano Modena (70 GP, 2 podiums et 17 points entre 1987 et 1992).
- Maurício Gugelmin (74 GP, 1 podium, 1 meilleur tour et 10 points entre 1988 et 1992).
- Alex Caffi (56 GP et 6 points entre 1986 et 1991).
- Enrico Bertaggia (0 GP en 1992).
- Perry McCarthy (1 non-qualification et 6 non-préqualifications en 1992).

 Retours : 
- Damon Hill (2 GP en 1992) chez Williams.
- Alain Prost (triple champion du monde en 1985, 1986 et 1989, 183 GP, 94 podiums, 44 victoires et 699,5 points entre 1980 et 1991) chez Williams.
- Derek Warwick (130 GP, 4 podiums et 67 points entre 1981 et 1990) chez Footwork.
- Ivan Capelli (92 GP, 3 podiums et 31 points entre 1985 et 1992) chez Jordan
- Philippe Alliot (93 GP et 5 points entre 1984 et 1990) chez Larrousse.
- Christian Fittipaldi (10 GP et 1 point en 1992) chez Minardi.
- Fabrizio Barbazza (6 non-qualifications et 6 non-préqualifications en 1991) chez Minardi.
- Karl Wendlinger (16 GP et 3 points en 1991 et 1992) chez Sauber.

 Retours en cours de saison : 
- Mika Häkkinen, chez McLaren, pour les trois derniers Grands Prix de la saison à la place de Michael Andretti, licencié.
- Thierry Boutsen, chez Jordan, pour remplacer Ivan Capelli démissionnaire du GP d'Europe au GP de Belgique.
- Emanuele Naspetti, chez Jordan, pour le GP du Portugal à la place de Marco Apicella.
- Jean-Marc Gounon, chez Minardi, pour les deux derniers Grands Prix de la saison à la place de Christian Fittipaldi.
- Pierluigi Martini, chez Minardi, à partir du GP de Grande-Bretagne en remplacement de Fabrizio Barbazza.

### Écuries
- L'écurie March se retire définitivement du championnat après le GP d'Afrique du Sud.
- L'écurie Sauber intègre le championnat et est motorisée par Ilmor.
- L'écurie Venturi-Larrousse redevient l'écurie Larrousse après le retrait de son sponsor principal.
- L'écurie Scuderia Italia est fournie en châssis par Lola après le retrait de Dallara.
- Fournitures de moteurs Yamaha pour l'écurie Tyrrell.
- Fournitures de moteurs Ford Cosworth pour les écuries McLaren et Minardi.
- Fournitures de moteurs Hart pour l'écurie Jordan.
- Fournitures de moteurs Sauber pour l'écurie Sauber.

### Circuits
- Suppression du Grand Prix du Mexique du championnat[1].
- Apparition du Grand Prix d'Europe se déroulant au Donington Park au début du calendrier.

## Règlement sportif: les nouveautés
- Nouveaux horaires des essais : vendredi matin de 09h30 à 10h15 et de 10h30 à 11h15 : essais libres (30 monoplaces maxi).
- Nouveaux horaires des essais : vendredi après-midi de 13h00 à 13h45 :  première séance d'essais qualificatifs (30 monoplaces maxi).
- Nouveaux horaires des essais : samedi matin de 09h30 à 10h15 et de 10h30 à 11h15 : essais libres (30 monoplaces maxi).
- Nouveaux horaires des essais : samedi après-midi de 13h00 à 13h45 :  seconde séance d'essais qualificatifs (30 monoplaces maxi).

## Règlement technique: les nouveautés
- Largeur hors-tout de la monoplace limitée à 200 mm (au lieu de 215 mm).
- Les parties supérieures des éléments aérodynamiques ne doivent pas dépasser la hauteur des jantes à l'avant et plus de 95 cm par rapport au sol à l'arrière (auparavant 1 m), l'arceau est la seule pièce de la monoplace pouvant se situer à plus de 95 cm du sol.
- Largeur des pneumatiques ramenée de 18 à 15 pouces, soit une dimension des pneus arrière fixée à 381 mm de large (contre 457 mm auparavant).
- Hauteur minimale de l'aileron avant fixée à 40 mm au-dessus du fond plat (25 mm auparavant).

## Pilotes et monoplaces
| Écurie                      | Constructeur | Châssis  | Moteur           | Pneus | no | Pilotes              | Pilotes d'essais et de réserve                                                 |
| --------------------------- | ------------ | -------- | ---------------- | ----- | -- | -------------------- | ------------------------------------------------------------------------------ |
| Canon Williams Team         | Williams     | FW15C    | Renault V10      | G     | 0  | Damon Hill           | Kenny Bräck David Coulthard                                                    |
| Canon Williams Team         | Williams     | FW15C    | Renault V10      | G     | 2  | Alain Prost          | Kenny Bräck David Coulthard                                                    |
| Tyrrell Racing Organisation | Tyrrell      | 020C 021 | Yamaha V10       | G     | 3  | Ukyo Katayama        |                                                                                |
| Tyrrell Racing Organisation | Tyrrell      | 020C 021 | Yamaha V10       | G     | 4  | Andrea De Cesaris    |                                                                                |
| Camel Benetton Ford         | Benetton     | B193     | Ford Cosworth V8 | G     | 5  | Michael Schumacher   | Paul Belmondo Perry McCarthy Allan McNish Andrea Montermini Alessandro Zanardi |
| Camel Benetton Ford         | Benetton     | B193     | Ford Cosworth V8 | G     | 6  | Riccardo Patrese     | Paul Belmondo Perry McCarthy Allan McNish Andrea Montermini Alessandro Zanardi |
| Marlboro McLaren            | McLaren      | MP4/8    | Ford Cosworth V8 | G     | 7  | Michael Andretti     | Jos Verstappen                                                                 |
| Marlboro McLaren            | McLaren      | MP4/8    | Ford Cosworth V8 | G     | 7  | Mika Häkkinen        | Jos Verstappen                                                                 |
| Marlboro McLaren            | McLaren      | MP4/8    | Ford Cosworth V8 | G     | 8  | Ayrton Senna         | Jos Verstappen                                                                 |
| Footwork Mugen Honda        | Footwork     | FA13B    | Mugen-Honda V10  | G     | 9  | Derek Warwick        | Jos Verstappen David Brabham Gil de Ferran                                     |
| Footwork Mugen Honda        | Footwork     | FA13B    | Mugen-Honda V10  | G     | 10 | Aguri Suzuki         | Jos Verstappen David Brabham Gil de Ferran                                     |
| Team Lotus                  | Lotus        | 107B     | Ford Cosworth V8 | G     | 11 | Alessandro Zanardi   |                                                                                |
| Team Lotus                  | Lotus        | 107B     | Ford Cosworth V8 | G     | 11 | Pedro Lamy           |                                                                                |
| Team Lotus                  | Lotus        | 107B     | Ford Cosworth V8 | G     | 12 | Johnny Herbert       |                                                                                |
| Sasol Jordan                | Jordan       | 193      | Hart V10         | G     | 14 | Rubens Barrichello   | Emanuele Naspetti                                                              |
| Sasol Jordan                | Jordan       | 193      | Hart V10         | G     | 15 | Ivan Capelli         | Emanuele Naspetti                                                              |
| Sasol Jordan                | Jordan       | 193      | Hart V10         | G     | 15 | Thierry Boutsen      | Emanuele Naspetti                                                              |
| Sasol Jordan                | Jordan       | 193      | Hart V10         | G     | 15 | Marco Apicella       | Emanuele Naspetti                                                              |
| Sasol Jordan                | Jordan       | 193      | Hart V10         | G     | 15 | Emanuele Naspetti    | Emanuele Naspetti                                                              |
| Sasol Jordan                | Jordan       | 193      | Hart V10         | G     | 15 | Eddie Irvine         | Emanuele Naspetti                                                              |
| March F1                    | March        | CG911C   | Ilmor V10        | G     | 16 | Jean-Marc Gounon     |                                                                                |
| March F1                    | March        | CG911C   | Ilmor V10        | G     | 17 | Jan Lammers          |                                                                                |
| Larrousse F1                | Larrousse    | LH93     | Lamborghini V12  | G     | 19 | Philippe Alliot      |                                                                                |
| Larrousse F1                | Larrousse    | LH93     | Lamborghini V12  | G     | 19 | Toshio Suzuki        |                                                                                |
| Larrousse F1                | Larrousse    | LH93     | Lamborghini V12  | G     | 20 | Erik Comas           |                                                                                |
| Lola BMS Scuderia Italia    | Lola         | T93/30   | Ferrari V12      | G     | 21 | Michele Alboreto     |                                                                                |
| Lola BMS Scuderia Italia    | Lola         | T93/30   | Ferrari V12      | G     | 22 | Luca Badoer          |                                                                                |
| Minardi F1 Team             | Minardi      | M193     | Ford Cosworth V8 | G     | 23 | Christian Fittipaldi |                                                                                |
| Minardi F1 Team             | Minardi      | M193     | Ford Cosworth V8 | G     | 23 | Jean-Marc Gounon     |                                                                                |
| Minardi F1 Team             | Minardi      | M193     | Ford Cosworth V8 | G     | 24 | Fabrizio Barbazza    |                                                                                |
| Minardi F1 Team             | Minardi      | M193     | Ford Cosworth V8 | G     | 24 | Pierluigi Martini    |                                                                                |
| Ligier Gitanes Blondes      | Ligier       | JS39     | Renault V10      | G     | 25 | Martin Brundle       | Éric Bernard                                                                   |
| Ligier Gitanes Blondes      | Ligier       | JS39     | Renault V10      | G     | 26 | Mark Blundell        | Éric Bernard                                                                   |
| Scuderia Ferrari            | Ferrari      | F93A     | Ferrari V12      | G     | 27 | Jean Alesi           | Nicola Larini Gianni Morbidelli                                                |
| Scuderia Ferrari            | Ferrari      | F93A     | Ferrari V12      | G     | 28 | Gerhard Berger       | Nicola Larini Gianni Morbidelli                                                |
| Sauber                      | Sauber       | C12      | Sauber V10       | G     | 29 | Karl Wendlinger      |                                                                                |
| Sauber                      | Sauber       | C12      | Sauber V10       | G     | 30 | Jyrki Järvilehto     |                                                                                |

## Grands Prix de la saison 1993
| no  | Date         | Grand Prix                    | Lieu              | Vainqueur          | Écurie           | Pole position | Record du tour     | Résumé |
| --- | ------------ | ----------------------------- | ----------------- | ------------------ | ---------------- | ------------- | ------------------ | ------ |
| 533 | 14 mars      | Grand Prix d'Afrique du Sud   | Kyalami           | Alain Prost        | Williams-Renault | Alain Prost   | Alain Prost        | Résumé |
| 534 | 28 mars      | Grand Prix du Brésil          | Interlagos        | Ayrton Senna       | McLaren-Ford     | Alain Prost   | Michael Schumacher | Résumé |
| 535 | 11 avril     | Grand Prix d'Europe           | Donington         | Ayrton Senna       | McLaren-Ford     | Alain Prost   | Ayrton Senna       | Résumé |
| 536 | 25 avril     | Grand Prix de Saint-Marin     | Imola             | Alain Prost        | Williams-Renault | Alain Prost   | Alain Prost        | Résumé |
| 537 | 9 mai        | Grand Prix d'Espagne          | Barcelone         | Alain Prost        | Williams-Renault | Alain Prost   | Michael Schumacher | Résumé |
| 538 | 23 mai       | Grand Prix de Monaco          | Monaco            | Ayrton Senna       | McLaren-Ford     | Alain Prost   | Alain Prost        | Résumé |
| 539 | 13 juin      | Grand Prix du Canada          | Montréal          | Alain Prost        | Williams-Renault | Alain Prost   | Michael Schumacher | Résumé |
| 540 | 4 juillet    | Grand Prix de France          | Magny-Cours       | Alain Prost        | Williams-Renault | Damon Hill    | Michael Schumacher | Résumé |
| 541 | 11 juillet   | Grand Prix de Grande-Bretagne | Silverstone       | Alain Prost        | Williams-Renault | Alain Prost   | Damon Hill         | Résumé |
| 542 | 25 juillet   | Grand Prix d'Allemagne        | Hockenheim        | Alain Prost        | Williams-Renault | Alain Prost   | Michael Schumacher | Résumé |
| 543 | 15 août      | Grand Prix de Hongrie         | Budapest          | Damon Hill         | Williams-Renault | Alain Prost   | Alain Prost        | Résumé |
| 544 | 29 août      | Grand Prix de Belgique        | Spa-Francorchamps | Damon Hill         | Williams-Renault | Alain Prost   | Alain Prost        | Résumé |
| 545 | 12 septembre | Grand Prix d'Italie           | Monza             | Damon Hill         | Williams-Renault | Alain Prost   | Damon Hill         | Résumé |
| 546 | 26 septembre | Grand Prix du Portugal        | Estoril           | Michael Schumacher | Benetton-Ford    | Damon Hill    | Damon Hill         | Résumé |
| 547 | 24 octobre   | Grand Prix du Japon           | Suzuka            | Ayrton Senna       | McLaren-Ford     | Alain Prost   | Alain Prost        | Résumé |
| 548 | 7 novembre   | Grand Prix d'Australie        | Adélaïde          | Ayrton Senna       | McLaren-Ford     | Ayrton Senna  | Damon Hill         | Résumé |

## Classement des pilotes
| Classement | Pilote               | Points | AFS | BRA | EUR | SMA | ESP | MON | CAN | FRA | GBR | ALL | HUN | BEL | ITA | POR | JAP | AUS |
| ---------- | -------------------- | ------ | --- | --- | --- | --- | --- | --- | --- | --- | --- | --- | --- | --- | --- | --- | --- | --- |
| Champion   | Alain Prost          | 99     | 10  | -   | 4   | 10  | 10  | 3   | 10  | 10  | 10  | 10  | -   | 4   | -   | 6   | 6   | 6   |
| 2e         | Ayrton Senna         | 73     | 6   | 10  | 10  | -   | 6   | 10  | -   | 3   | 2   | 3   | -   | 3   | -   | -   | 10  | 10  |
| 3e         | Damon Hill           | 69     | -   | 6   | 6   | -   | -   | 6   | 4   | 6   | -   | -   | 10  | 10  | 10  | 4   | 3   | 4   |
| 4e         | Michael Schumacher   | 52     | -   | 4   | -   | 6   | 4   | -   | 6   | 4   | 6   | 6   | -   | 6   | -   | 10  | -   | -   |
| 5e         | Riccardo Patrese     | 20     | -   | -   | 2   | -   | 3   | -   | -   | -   | 4   | 2   | 6   | 1   | 2   | -   | -   | -   |
| 6e         | Jean Alesi           | 16     | -   | -   | -   | -   | -   | 4   | -   | -   | -   | -   | -   | -   | 6   | 3   | -   | 3   |
| 7e         | Martin Brundle       | 13     | -   | -   | -   | 4   | -   | 1   | 2   | 2   | -   | -   | 2   | -   | -   | 1   | -   | 1   |
| 8e         | Gerhard Berger       | 12     | 1   | -   | -   | -   | 1   | -   | 3   | -   | -   | 1   | 4   | -   | -   | -   | -   | 2   |
| 9e         | Johnny Herbert       | 11     | -   | 3   | 3   | -   | -   | -   | -   | -   | 3   | -   | -   | 2   | -   | -   | -   | -   |
| 10e        | Mark Blundell        | 10     | 4   | 2   | -   | -   | -   | -   | -   | -   | -   | 4   | -   | -   | -   | -   | -   | -   |
| 11e        | Michael Andretti     | 7      | -   | -   | -   | -   | 2   | -   | -   | 1   | -   | -   | -   | -   | 4   |     |     |     |
| 12e        | Karl Wendlinger      | 7      | -   | -   | -   | -   | -   | -   | 1   | -   | -   | -   | 1   | -   | 3   | 2   | -   | -   |
| 13e        | Jyrki Järvilehto     | 5      | 2   | -   | -   | 3   | -   | -   | -   | -   | -   | -   | -   | -   | -   | -   | -   | -   |
| 14e        | Christian Fittipaldi | 5      | 3   | -   | -   | -   | -   | 2   | -   | -   | -   | -   | -   | -   | -   | -   |     |     |
| 15e        | Mika Häkkinen        | 4      |     |     |     |     |     |     |     |     |     |     |     |     |     | -   | 4   | -   |
| 16e        | Derek Warwick        | 4      | -   | -   | -   | -   | -   | -   | -   | -   | 1   | -   | 3   | -   | -   | -   | -   | -   |
| 17e        | Philippe Alliot      | 2      | -   | -   | -   | 2   | -   | -   | -   | -   | -   | -   | -   | -   | -   | -   |     |     |
| 18e        | Rubens Barrichello   | 2      | -   | -   | -   | -   | -   | -   | -   | -   | -   | -   | -   | -   | -   | -   | 2   | -   |
| 19e        | Fabrizio Barbazza    | 2      | -   | -   | 1   | 1   | -   | -   | -   | -   |     |     |     |     |     |     |     |     |
| 20e        | Alessandro Zanardi   | 1      | -   | 1   | -   | -   | -   | -   | -   | -   | -   | -   | -   | -   |     |     |     |     |
| 21e        | Erik Comas           | 1      | -   | -   | -   | -   | -   | -   | -   | -   | -   | -   | -   | -   | 1   | -   | -   | -   |
| 22e        | Eddie Irvine         | 1      |     |     |     |     |     |     |     |     |     |     |     |     |     |     | 1   | -   |
| 23e        | Pierluigi Martini    | 0      |     |     |     |     |     |     |     |     | -   | -   | -   | -   | -   | -   | -   | -   |
| 24e        | Aguri Suzuki         | 0      | -   | -   | -   | -   | -   | -   | -   | -   | -   | -   | -   | -   | -   | -   | -   | -   |
| 25e        | Luca Badoer          | 0      | -   | -   | -   | -   | -   | -   | -   | -   | -   | -   | -   | -   | -   | -   |     |     |
| 26e        | Thierry Boutsen      | 0      |     |     | -   | -   | -   | -   | -   | -   | -   | -   | -   | -   |     |     |     |     |
| 27e        | Andrea De Cesaris    | 0      | -   | -   | -   | -   | -   | -   | -   | -   | -   | -   | -   | -   | -   | -   | -   | -   |
| 28e        | Ukyo Katayama        | 0      | -   | -   | -   | -   | -   | -   | -   | -   | -   | -   | -   | -   | -   | -   | -   | -   |
| 29e        | Michele Alboreto     | 0      | -   | -   | -   | -   | -   | -   | -   | -   | -   | -   | -   | -   | -   | -   |     |     |
| 30e        | Pedro Lamy           | 0      |     |     |     |     |     |     |     |     |     |     |     |     | -   | -   | -   | -   |
| 31e        | Toshio Suzuki        | 0      |     |     |     |     |     |     |     |     |     |     |     |     |     |     | -   | -   |
| 32e        | Jean-Marc Gounon     | 0      |     |     |     |     |     |     |     |     |     |     |     |     |     |     | -   | -   |
| 33e        | Ivan Capelli         | 0      | -   | -   |     |     |     |     |     |     |     |     |     |     |     |     |     |     |
| 34e        | Marco Apicella       | 0      |     |     |     |     |     |     |     |     |     |     |     |     | -   |     |     |     |
| 35e        | Emanuele Naspetti    | 0      |     |     |     |     |     |     |     |     |     |     |     |     |     | -   |     |     |

## Classement des constructeurs
| Classement | Pilote                | Points | AFS | BRA | EUR | SMA | ESP | MON | CAN | FRA | GBR | ALL | HUN | BEL | ITA | POR | JAP | AUS |
| ---------- | --------------------- | ------ | --- | --- | --- | --- | --- | --- | --- | --- | --- | --- | --- | --- | --- | --- | --- | --- |
| Champion   | Williams-Renault      | 168    | 10  | 6   | 10  | 10  | 10  | 9   | 14  | 16  | 10  | 10  | 10  | 14  | 10  | 10  | 9   | 10  |
| 2e         | McLaren-Ford          | 84     | 6   | 10  | 10  | -   | 8   | 10  | -   | 4   | 2   | 3   | -   | 3   | 4   | -   | 14  | 10  |
| 3e         | Benetton-Ford         | 72     | -   | 4   | 2   | 6   | 7   | -   | 6   | 4   | 10  | 8   | 6   | 7   | 2   | 10  | -   | -   |
| 4e         | Ferrari               | 28     | 1   | -   | -   | -   | 1   | 4   | 3   | -   | -   | 1   | 4   | -   | 6   | 3   | -   | 5   |
| 5e         | Ligier-Renault        | 23     | 4   | 2   | -   | 4   | -   | 1   | 2   | 2   | -   | 4   | 2   | -   | -   | 1   | -   | 1   |
| 6e         | Lotus-Ford            | 12     | -   | 4   | 3   | -   | -   | -   | -   | -   | 3   | -   | -   | 2   | -   | -   | -   | -   |
| 7e         | Sauber                | 12     | 2   | -   | -   | 3   | -   | -   | 1   | -   | -   | -   | 1   | -   | 3   | 2   | -   | -   |
| 8e         | Minardi-Ford          | 7      | 3   | -   | 1   | 1   | -   | 2   | -   | -   | -   | -   | -   | -   | -   | -   | -   | -   |
| 9e         | Footwork-Mugen-Honda  | 4      | -   | -   | -   | -   | -   | -   | -   | -   | 1   | -   | 3   | -   | -   | -   | -   | -   |
| 10e        | Larrousse-Lamborghini | 3      | -   | -   | -   | 2   | -   | -   | -   | -   | -   | -   | -   | -   | 1   | -   | -   | -   |
| 11e        | Jordan-Hart           | 3      | -   | -   | -   | -   | -   | -   | -   | -   | -   | -   | -   | -   | -   | -   | 3   | -   |
| 12e        | Lola-Ferrari          | 0      | -   | -   | -   | -   | -   | -   | -   | -   | -   | -   | -   | -   | -   | -   |     |     |
| 13e        | Tyrrell-Yamaha        | 0      | -   | -   | -   | -   | -   | -   | -   | -   | -   | -   | -   | -   | -   | -   | -   | -   |